# Franz Konrad Allgeyer
Franz Konrad Allgeyer (* 1731 in Wasseralfingen; Todesdatum unbekannt) war ein deutscher Orgelbauer.

## Leben
Allgeyer entstammte der weit bekannten Hofener Orgelbauer-Dynastie Allgeyer. Er war Sohn des Wasseralfinger Orgelbauers Joseph Allgeyer und Bruder von Joseph Narzissus Allgeyer. 1768 heiratete er Maria Barbara Vogt (?–1800). Er hatte einen Sohn Franz Anton (1777–1835), welcher als Bergmann arbeitete.
Zusammen mit seinem Bruder übernahm er den väterlichen Orgelbaubetrieb. 1755 restaurierten sie gemeinsam die Orgeln in Mönchsdeggingen.